# Municipio di Chambéry
Il Municipio di Chambéry (in francese: Hôtel de ville de Chambéry) è un edificio storico, sede municipale della città di Chambéry in Savoia.

## Storia
L'edificio venne eretto a partire dal 1863 al posto di un antico Palazzo di Città secondo il progetto di Charles-Bernard Pellegrini e Joseph-Samuel Revel. Inaugurato il 15 agosto 1867, fu uno dei primi edifici in stile francese ad apparire a Chambéry in seguito al suo passaggio dal Regno di Sardegna alla Francia.

## Descrizione
Il palazzo presenta uno stile eclettico di stampo francese, come testimoniato dal beffroi, tratto dall'architettura della Francia settentrionale.